# بخش ژیریاتینسکی
بخش ژیریاتینسکی (به لاتین: Zhiryatinsky District) یک منطقهٔ مسکونی در روسیه است که در استان بریانسک واقع شده‌است.